# Carpendale
Carpendale é uma cidade  localizada no estado norte-americano de Virgínia Ocidental, no Condado de Mineral.

## Demografia
Segundo o censo norte-americano de 2000, a sua população era de 954 habitantes.
Em 2006, foi estimada uma população de 902, um decréscimo de 52 (-5.5%).

## Geografia
De acordo com o United States Census Bureau tem uma área de
3,4 km², dos quais 3,4 km² cobertos por terra e 0,0 km² cobertos por água.

## Localidades na vizinhança
O diagrama seguinte representa as localidades num raio de 8 km ao redor de Carpendale.